# 番匠免
番匠免（ばんしょうめん）は、埼玉県三郷市の町名。現行行政地名は番匠免一丁目から三丁目および大字番匠免。郵便番号は341-0056。

## 地理
埼玉県の東部地域で、三郷市の中部に位置しており、中川を境に八潮市八條と接している。二丁目にはタービン型ジャンクションとして知られる三郷ジャンクションが所在する。一丁目と二丁目の境を二郷半領用水が流れる。

### 河川
- 中川
- 第二大場川
- 二郷半領用水

## 歴史
かつては江戸期より存在した下総国葛飾郡二郷半領に属する番匠免村で、古くは戦国期より見出せる下総国葛飾郡のうちの番匠免であった。地名は番匠料の免田による。
- はじめは幕府領。以降変遷なし[3]。なお、検地は1695年（元禄8年）に実施。
- 1624年（寛永元年）頃武蔵国に編入された[3]。
- 正保年間までに上口村を分村する[3]。
- 幕末の時点では葛飾郡に属し、明治初年の『旧高旧領取調帳』の記載によると、代官佐々井半十郎支配所が管轄する幕府領であった[4]。
- 1868年（慶応4年）6月19日 - 幕府領が武蔵知県事・山田政則（忍藩士）の管轄となる。
- 1869年（明治2年）1月13日 - 武蔵知県事・河瀬秀治の管轄区域に小菅県を設置、小菅県の管轄となる[5]。県庁は葛飾郡小菅村に置かれる。
- 1871年（明治4年）11月13日 - 第1次府県統合により埼玉県の管轄となる。
- 1879年（明治12年）3月17日 - 郡区町村編制法により成立した北葛飾郡に属す。郡役所は杉戸宿に設置。
- 1889年（明治22年）4月1日 - 町村制施行に伴ない、北葛飾郡彦成村、番匠免村、上口村、彦倉村、彦糸村、彦野村、彦江村、下彦川戸村、上彦川戸村、上彦名村、彦音村、彦沢村、花和田村、谷口村、采女新田が合併して彦成村が成立、番匠免村は彦成村の大字番匠免となる。
- 1956年（昭和31年）9月30日 - 彦成村が東和村、早稲田村と合併し三郷村が成立。三郷村の大字となる。
- 1964年（昭和39年）10月1日 - 三郷村が町制施行し、三郷町の大字となる。
- 1972年（昭和47年）5月3日 - 三郷町が市制施行し、三郷市の大字となる。
- 1976年（昭和51年）1月6日 - 地番変更により大字番匠免の大部分、および大字彦沢、大字上口、大字彦江、大字茂田井の各一部から番匠免一丁目〜三丁目が成立[6]。東部には大字番匠免が残存している。なお、同日成立した上口一丁目〜三丁目[7]および彦沢一丁目〜三丁目[6]に大字番匠免の一部が編入されている。
- 1985年（昭和60年）1月24日 - 地内に常磐自動車道と首都高速6号三郷線および国道298号が開通、三郷JCTや三郷ICの供用も開始される。
- 1992年（平成4年）11月27日 - 地内に東京外環自動車道が開通する。
- 2015年（平成27年）2月7日 - 番匠免二丁目の一部がインター南一丁目に編入。

## 交通

### 鉄道
- 地内に鉄道は敷設されていない。最寄り駅は武蔵野線三郷駅となる。

### 道路
- 東京外環自動車道
- 常磐自動車道
- 首都高速三郷線
- 国道298号
- 東京都道・埼玉県道67号葛飾吉川松伏線
- 埼玉県道116号八潮三郷線

## 施設
- 中川水循環センター
- 三郷スカイパーク
- 番匠免運動公園
- 中川水循環センター
- 埼玉県警察本部高速道路交通警察隊三郷分駐隊
- 真言宗迎摂院
- 番匠免神明神社
- 拾町稲荷神社
- 篠田稲荷神社